# Ковалевський Антон Володимирович
Анто́н Володи́мирович Ковале́вський (*9 березня 1985, Київ, Україна) — український фігурист, що виступає у чоловічому одиночному фігурному катанні. П'ятириразовий чемпіон першостей України з фігурного катання (2006, 2007, 2009, 2010 і 2011 роки), учасник першостей Європи (найкращий результат — попадання у чільну 15-ку в 2007, 2010 і 2011 роках) і світу (найкращий дотепер результат — 16-а позиція в 2006 році), інших міжнародних турнірів з фігурного катання.

## Кар'єра
Антон встав на ковзани у 4-річному віці (1989), розпочавши кататися на київській ковзанці «Крижинка».
У 2001 році Ковалевський став переможцем національної першості з фігурного катання серед юніорів, здобувши право виступити на Чемпіонаті світу з фігурного катання серед юніорів, на якому посів 21-у позицію.
У наступному році (2002) А.Ковалевський здобув бронзу вже «дорослої» першості, далі два роки поспіль ставав срібним призером Чемпіонату України з фігурного катання, а в 2005 році знову тільки бронзовим. Увесь цей час Антон не відбирався для участі на європейських (і світових) першостях, натомість активно брав участь у різноманітних міжнародних змаганнях, лишаючись фактично на юніорському рівні. 
У 2006 році Антон Ковалевський нарешті здобув золото Чемпіонату України з фігурного катання і вирушає на європейську першість, де стає 16-м, потрапивши таким чином у квоту на участь у XX Зимовій Олімпіаді (Турин, 2006). На Олімпіаді Ковалевський зайняв 20-е місце, а на Чемпіонаті світу цього ж року фінішував, як і «на Європі» 16-им. 

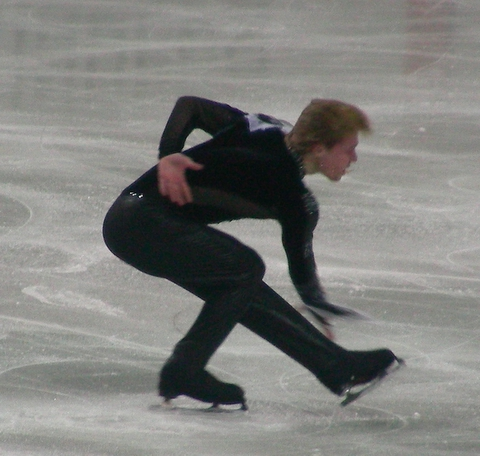
А.Ковалевський на ЧЄ-2007, Варшава (довільна програма)

В наступному році (2007) А.Ковалевський знову стає чемпіоном України з фігурного катання, отримавши право взяти участь в найпрестижніших міжнародних турнірах — на європейській першості стає 13-м (дотепер найвище досягнення), а на світовій — лмше замкнув групу фігуристів, які уваліфікувалися на виконання довільної програми (24-а позиція).
Більшу частину сезона 2007/2008 Антон Ковалевський був змушений пропустити через травму — на тренуванні він зіштовхнувся з іншим фігуристом і сильно ушкодив ногу. Ані на етапах серії Гран-прі, ні в Чемпіонаті України (2007) і Чемпіонаті Європи (2008) він участі не взяв. Поновившись до світової першості 2008 року, спортсмен посів на змаганнях 20-е місце.
Навесні 2008 року Ковалевський разом з іншими відомими українськими фігуристами (Іриною Мовчан, Тетяною Волосожар і Станіславом Морозовим) узів участь у льодовому шоу російського фігуриста-професіонала Євгена Плющенка «Золотий лід Страдиварі».
Увесь цей час Антон тренувався в українського фахівця Галина Кухар. Однак, влітку 2008 року, в тому числі і через закриття в Києві ковзанки, на якій тренувалась група Кухар, він змінив тренера і переїхав до Німеччини в групу Міхаеля Хута (який, крім іншого, тренує Кароліну Костнер і Томаша Вернера).
В сезоні 2008/2009, Антон взяв участь у етапах серії Гран-прі з фігурного катання, виступивши на «Skate Canada» (9-е місце) і «NHK Trophy» (11-е місце). Втретє у кар'єрі вигравши національну першість, А. Ковалевський вирушив на найвідповідальніші міжнародні старти сезону — на ЧЄ-2009 з фігурного катання за результатами короткої програми будучи на доволі високому 12-місці, фігурист невдало відкатав довільну, опустившись на 19-е місце, так само і на ЧС з фігурного катання 2009 року — 19-й після короткої програми через невдалий прокат довільної фінішував лише 22-м, хоча й цей результат дозволив йому кваліфікуватися на олімпійський турнір одиночників наступного (2010) року.
У сезоні 2009/2010 Антон Ковалевський не брав участі в етапах серії Гран-Прі, відносно без проблем виграв Національну першість України 2010 року з фігурного катання, яка цього разу пройшла в Дніпропетровську, у січні 2010 року повторив своє найкраще досягнення у Чемпіонатах Європи з фігурного катання — 13-е місце в Таллінні, й у лютому в складі Олімпійської Збірної України на XXI Зимових Олімпійських іграх (Ванкувер, 2010) взяв участь у змаганнях фігуристів-одиночників — кваліфікувавшись у довільну на пристойному 21-му місці, показав у ній невдалий прокат, і зрештою замкнув фінал у довільній програмі на турнірі (24-те місце). На ЧС з фігурного катання—2010 показав 16-й результат, повторивши своє найкраще досягнення на цих турнірах у сезон 2005/2006 років.
У сезоні 2010/2011 знову виграв Національну першість України з фігурного катання, на ЧЄ з фігурного світу в Берні (Швейцарія) після вкрай невдалого прокату короткої програми (19-те місце) показав 14-й результат у довільній програмі, відтак замкнувши чільну п'ятнадцятку.

## Спортивні досягнення

### після 2005 року
| Змагання / Сезон                       | 2005/2006 | 2006/2007 | 2007/2008 | 2008/2009 | 2009/2010 | 2010/2011 |
| -------------------------------------- | --------- | --------- | --------- | --------- | --------- | --------- |
| Зимові Олімпійські ігри                | 20        |           |           |           | 24        |           |
| Чемпіонати світу з фігурного катання   | 16        | 24        | 20        | 22        | 16        |           |
| Чемпіонати Європи з фігурного катання  | 16        | 13        |           | 19        | 13        | 15        |
| Чемпіонати України з фігурного катання | 1         | 1         |           | 1         | 1         | 1         |
| Етапи Гран-прі: «NHK Trophy»           |           |           |           | 11        |           |           |
| Етапи Гран-прі: «Skate Canada»         |           |           |           | 9         |           |           |
| Етапи Гран-прі: «Cup of Russia»        |           | 9         |           |           |           |           |
| Етапи Гран-прі: «Trophee Eric Bompard» | 10        |           |           |           |           |           |
| Турніри «Nebelhorn Trophy»             |           |           |           | 5         | 12        |           |
| Турніри «Finlandia Trophy»             |           |           | WD        |           |           |           |
| Турніри «Золотий ковзан Загреба»       |           |           |           |           | 8         |           |
| Турніри «Merano Cup»                   |           |           |           |           | 4         |           |
| Турніри «Crystal Skate»                | 6         |           |           |           |           |           |
| Турніри «Skate Israel»                 | 4         |           |           |           |           |           |

- WD = знявся зі змагань

### до 2005 року
| Змагання                                           | 1999/2000 | 2000/2001 | 2001/2002 | 2002/2003 | 2003/2004 | 2005/2006 |
| -------------------------------------------------- | --------- | --------- | --------- | --------- | --------- | --------- |
| Чемпіонати світу з фігурного катання серед юніорів |           | 21        | 13        | 7         | 18        |           |
| Чемпіонати України з фігурного катання             | 6         | 1J.       | 3         | 2         | 2         | 3         |
| Етапи Гран-прі: «Cup of Russia»                    |           |           |           |           |           | 9         |
| Турніри «Crystal Skate»                            |           |           |           |           | 1         |           |
| Турніри «Золотий ковзан Загреба»                   |           |           |           |           |           | 3         |
| Турніри «Skate Israel»                             |           |           |           |           | 5         |           |
| Зимові Універсіади                                 |           |           |           | 5         |           | 14        |
| Юніорські етапи Гран-прі, Болгарія                 |           |           |           |           | 7         |           |
| Юніорські етапи Гран-прі, Чехія                    |           |           | 7         |           | 9         |           |
| Юніорські етапи Гран-прі, Німеччина                |           |           |           | 4         |           |           |
| Юніорські етапи Гран-прі, Франція                  |           |           |           | 4         |           |           |
| Юніорські етапи Гран-прі, Польща                   |           |           | 5         |           |           |           |

- J = юніорський рівень

## Виноски
1. ↑  «У меня есть цель и я буду ее достигать»
2. ↑  У Києві пройшло льодове шоу Євгена Плющенка. Архів оригіналу за 27 Лютого 2010. Процитовано 24 Березня 2009. У Києві пройшло льодове шоу Євгена Плющенка (рос.)
3. ↑  Міхаель Хут:«На тренуваннях Ковалевського подеколи доводиться зупиняти»(рос.)